# Полтавское (Луганская область)
Полтавское (укр. Полтавське) — село, относится к Троицкому району Луганской области Украины.
Население по переписи 2001 года составляло 106 человек. Почтовый индекс — 92121. Телефонный код — 6456. Занимает площадь 10,2 км². Код КОАТУУ — 4425481506.

## Местный совет
92121, Луганська обл., Троїцький р-н, с. Воєводське, вул. Шевченка, 3а  (укр.)